# Golfo (pièce de théâtre)
 (mars 2013).
Golfo (en grec moderne : Γκόλφω) est une pièce de théâtre grecque de Spýros Peressiádis créée en 1877. Elle a fait l'objet de deux adaptations cinématographiques.

## Argument
Péloponnèse – Grèce, Gólfo, une jeune fille, tombe amoureuse d'un villageois, le jeune berger Tássos. Pendant deux ans, ils réussissent à vivre leur amour cachés des autres villageois. Un jour Tássos demande Gólfo en mariage. Leur amour ne résistera pas. Tássos, qui est pauvre, la reniera pour les yeux de Stavroúla, la riche fille du maître berger.

## Adaptations cinématographiques
- Golfo, le film de Kostas Bahatoris datant de 1914
- Golfo, le film de Oréstis Láskos datant de 1955
- Elle est également jouée dans le film Le Voyage des comédiens de Theo Angelopoulos.